# Ed Van Impe
Edward Charles „Ed“ Van Impe (* 27. Mai 1940 in Saskatoon, Saskatchewan; † 29. April 2025 in Vancouver, British Columbia) war ein kanadischer Eishockeyspieler. Der Verteidiger bestritt zwischen 1966 und 1976 über 700 Spiele für die Chicago Black Hawks, Philadelphia Flyers und Pittsburgh Penguins in der National Hockey League. Den Großteil seiner aktiven Karriere verbrachte er bei den Flyers, mit denen er 1974 und 1975 den Stanley Cup gewann und die er zudem fünf Jahre als Kapitän anführte.

## Karriere
Ed Van Impe lief in seiner Jugend für die Saskatoon Quakers aus seiner Heimatstadt in der Saskatchewan Junior Hockey League (SJHL) auf. Der Verteidiger war bis 1960 in der SJHL aktiv, als er in den Profibereich wechselte und ein Jahr bei den Calgary Stampeders in der Western Hockey League verbrachte. Zur Saison 1961/62 schloss er sich den Buffalo Bisons aus der American Hockey League (AHL) an, die als Farmteam der Chicago Black Hawks aus der National Hockey League (NHL) fungierten. In der Folge spielte der Kanadier fünf Saisons in Buffalo, wobei er mit dem Team in die AHL-Playoffs 1963 den Calder Cup gewann.
Erst zur Spielzeit 1966/67 gelang Van Impe der Sprung zu den Black Hawks in die NHL, wo er sich in der Folge ebenfalls als defensiv orientierter Verteidiger etablierte. Nach einer Saison in Chicago wurde er von den Philadelphia Flyers im NHL Expansion Draft 1967 ausgewählt, die gemeinsam mit fünf weiteren Mannschaften in die NHL aufgenommen wurden. Bei den Flyers verbrachte der Abwehrspieler den Großteil seiner aktiven Laufbahn, so lief er knapp neun Jahre für das Team auf. Bereits 1968 übernahm er dort das Amt des Mannschaftskapitäns von Lou Angotti, das er anschließend knapp fünf Jahre lang innehatte, bevor er es im Januar 1973 an Bobby Clarke weitergab. Wenig später feierte Van Impe die beiden größten Erfolge seiner Karriere, als er mit Philadelphia in den Playoffs 1974 und 1975 den Stanley Cup gewann. Darüber hinaus vertrat er die Flyers in den Jahren 1969, 1974 und 1975 beim NHL All-Star Game.
Seine Zeit in Philadelphia endete, als er im März 1976 samt Torwart Bobby Taylor an die Pittsburgh Penguins abgegeben wurde, die im Gegenzug Gary Inness und eine finanzielle Gegenleistung abgaben. Zu diesem Zeitpunkt hatte kein Verteidiger im Trikot der Flyers mehr Spiele absolviert (620) oder Strafminuten verzeichnet (891) als der Kanadier. Bei den Penguins bestritt Van Impe im Laufe des Jahres 1976 nur noch 25 Spiele, bevor er seine aktive Karriere beendete. Insgesamt hatte er in der NHL 769 Partien bestritten und dabei 166 Scorerpunkte erzielt.
Van Impe verstarb im April 2025 im Alter von 84 Jahren im kanadischen Vancouver.

## Erfolge und Auszeichnungen
| - 1963 Calder-Cup-Gewinn mit den Buffalo Bisons - 1969 Teilnahme am NHL All-Star Game - 1974 Teilnahme am NHL All-Star Game | - 1974 Stanley-Cup-Gewinn mit den Philadelphia Flyers - 1975 Stanley-Cup-Gewinn mit den Philadelphia Flyers - 1975 Teilnahme am NHL All-Star Game |

## Karrierestatistik
(Legende zur Spielerstatistik: Sp oder GP = absolvierte Spiele; T oder G = erzielte Tore; V oder A = erzielte Assists; Pkt oder Pts = erzielte Scorerpunkte; SM oder PIM = erhaltene Strafminuten; +/− = Plus/Minus-Bilanz; PP = erzielte Überzahltore; SH = erzielte Unterzahltore; GW = erzielte Siegtore; 1 Play-downs/Relegation; Kursiv: Statistik nicht vollständig)